# Voleibol de praia nos Jogos Sul-Americanos de 2010
As competições de voleibol de praia nos Jogos Sul-Americanos de 2010 ocorreram entre 25 e 28 de março na Plaza Mayor, em Medellín. Dois eventos foram disputados.

## Calendário
| Março             | 17 | 18 | 19 | 20 | 21 | 22 | 23 | 24 | 25 | 26 | 27 | 28 | 29 | 30 | T |
| ----------------- | -- | -- | -- | -- | -- | -- | -- | -- | -- | -- | -- | -- | -- | -- | - |
| Voleibol de praia |    |    |    |    |    |    |    |    |    |    |    | 2  |    |    | 2 |

## Medalhistas
| Evento    | Ouro                                         | Prata                                                       | Bronze                                     |
| Masculino | Igor Hernández Jesús Villafañe VEN Venezuela | Julio Gabriel Bardales Daniel Alberto Maldonado ECU Equador | Esteban Grimalt Marco Grimalt CHI Chile    |
| Feminino  | Fabiane Boogaerdt Júlia Schmidt BRA Brasil   | Andrea Galindo Claudia Galindo COL Colômbia                 | Karelys Mosquera Lili Valera VEN Venezuela |

## Quadro de medalhas
| Ordem | País      | Medalha de ouro | Medalha de prata | Medalha de bronze | Total |
| ----- | --------- | --------------- | ---------------- | ----------------- | ----- |
| 1     | Venezuela | 1               |                  | 1                 | 2     |
| 2     | Brasil    | 1               |                  |                   | 1     |
| 3     | Colômbia  |                 | 1                |                   | 1     |
| 3     | Equador   |                 | 1                |                   | 1     |
| 5     | Chile     |                 |                  | 1                 | 1     |
| TOTAL | TOTAL     | 2               | 2                | 2                 | 6     |